# 克莱门特·格林伯格
克莱门特·格林伯格（英語：Clement Greenberg，1909年1月16日—1994年5月7日），有时使用笔名K. Hardesh，是一位美国随笔作家，作为与20世纪中叶的美国现代艺术密切相关的视觉艺术评论家，同时也是一位形式主義美學家而闻名。他与抽象表現主義艺术运动和画家杰克逊·波洛克关系给人们留下了深刻的印象。

## 早期生活
克莱门特·格林伯格生于1909年纽约市布朗克斯区。他的父母是中产阶级犹太移民，他是三个儿子中的长子。格林伯格从小就被要求画素描，直到成年，他才开始专注于文学。格林伯格上了Erasmus Hall高中，然后是马昆德男校（Marquand School for Boys），接着是雪城大學，1930年以优异成绩毕业成为文学士。大学毕业后，从小就像能说流利的英语和意第緒語的格林伯格，又自学了法语、拉丁语、意大利语和德语。接下来的几年中，格林伯格前往美国，帮父亲做乾貨生意，但这份工作并不合他意，因此他转而做翻译。格林伯格于1934年结婚，第二年育有一子，并于次年离婚。1936年，格林伯格在联邦政府担任了一系列工作，从公务员管理局到退伍军人管理局，再到1937年到海关估价部门。从那时起，格林伯格开始认真写作，不久之后就开始在一些小型杂志和文学期刊上发表文章。

## 《前卫与媚俗》
尽管他的第一篇文章主要涉及文学和戏剧，但艺术仍然对格林伯格有着强大的吸引力，因此在1939年，他在《党派评论》首次发表了可能是他最著名且最常被引用的文章《前卫与媚俗》，作为视觉艺术作家一夜成名。在这篇受马克思主义影响的文章中，格林伯格声称，真正的前卫艺术是批判性思维启蒙运动革命的产物，因此要抵制和反抗主流资本主义和共产主义社会的文化退化，同时也承认了这一矛盾：艺术家同时依赖于市场或国家，仍然不可避免地依附着“金脐带”。另一方面，媚俗是工人阶级的工业化和城市化的产物，是为工人阶级的消费而制造的填充物，他们是渴望文化，但没有资源和教育来享受前沿的前卫文化的平民。格林伯格写道，
媚俗文化，利用真正文化的拙劣和学院化的仿制品作为原材料，欢迎并培养这种麻木不仁。后者是利润的来源。媚俗文化是机械并且按公式操作的。媚俗文化是替代的经验和假的感受。媚俗文化依时尚变化，但本质始终保持不变。媚俗文化是我们时代生活中所有假的东西的集中体现。媚俗文化伪称只要其顾客的钱——甚至不需要他们的时间。
对于格林伯格来说，前卫艺术过于“清白”，无法有效地用作宣传或某种目的，而媚俗则是煽动错误情绪的理想之选。
格林伯格用德语“kitsch”一词来形容这种低调、捏造的“文化”形式，不过此后其含义已变为对资本主义/共产主义文化的怀旧材料的更为肯定的接受。

## 艺术史、抽象表现主义及其后
格林伯格写了几篇开创性的文章，表明了他对20世纪艺术史的看法。
1940年，格林伯格加入《党派评论》担任编辑。1942年，他成为《国家》的艺术评论家。1945年到1957年，他担任《评论》的副编辑。
1950年12月，他加入了政府资助的美国文化自由委员会。格林伯格认为现代主义对经验提供了批判性的评论。它不断变化以适应俗气的伪文化，伪文化本身一直在发展。第二次世界大战后，格林伯格坚称，最好的前卫艺术家是在美国而不是欧洲出现的。其中，他尤其认为杰克逊·波洛克是他那一代最伟大的画家，并赞赏他的满布绘画。在1955年的文章《美国式绘画》（American-Type Painting）中，格林伯格宣传了抽象表现主义画家的作品，其中包括杰克逊·波洛克、威廉·德·库宁、汉斯·霍夫曼、巴尼特·纽曼和克莱福特·斯蒂尔的，视之为现代主义艺术的下一个阶段，并认为这些画家越来越强调图像平面的“平坦度”。
格林伯格帮助阐明了媒介特异性概念。该概念假定每种不同的艺术媒介都有其固有的特质，而现代主义事业部分涉及到了创作更忠于其特定媒介的艺术品。就绘画而言，与文艺复兴和透视法发明后绘画常见的深度的假象相反，其媒介是二维平面这一现实使画家日益重视平坦度。
格林伯格认为，美国在二战后成为了“先进艺术”的守护者。他赞扬了国外的类似运动，并于1956年和美国抽象艺术家协会在纽约河畔画廊成功举办“十一人画家”的展览后，于1957年前往多伦多参观了该组织的作品。画家威廉·罗纳德和杰克·布什的潜力给他留下了特别深刻的印象，后来他们与布什建立了密切的友谊。格林伯格认为布什的画家在“十一人画家”之后的作品清楚地体现了他从抽象表現主義向色域绘画和抒情抽象的转变，这是他在该时期大部分批评性著作中都要求的转变。
格林伯格对波普藝術有着复杂的感受。一方面，他认为波普艺术加入了“开放和清晰，而不是第二代抽象表现主义的晦涩”的趋势。但另一方面，格林伯格声称波普艺术并没有“超越肤浅的层面，真正挑战品位”。
1960年代，格林伯格在包括迈克尔·弗雷德和罗莎琳·克劳斯在内的年轻一代评论家中仍颇具影响力。格林伯格反对“后现代主义”理论以及艺术中涉政的运动，这成为一些评论家的标靶，这些评论家给他和他所钦佩的艺术贴上了“过时”的标签。
汤姆·沃尔夫在他的《画出来的箴言》（The Painted Word）一书中批评格林伯格、哈罗德·罗森伯格和列奥·施坦伯格，他将这三人称为“文化伯格之王”（The King Of Cultureburg）。沃尔夫辩称，这三位评论家以他们的理论统治着艺术界，与任何人都可以买书的文学世界不同，艺术世界被一群富有的收藏家、博物馆和有影响力的评论家组成的孤立圈子控制着。

## 后绘画性抽象
最终，格林伯格担心某些抽象表现主义已“简化为一套風格主義”，并越来越倾向于寻求一批放弃了主题、与艺术家的联系以及确定的笔触等元素的新艺术家。格林伯格认为这一过程达到一定程度的“纯度”（他只在引号中使用该词），以致于能揭示帆布的真实性以及空间的二维性（平坦度）。格林伯格创造了“后绘画性抽象”（post-painterly abstraction）这一术语，以将其与“ 抽象表现主义 ”（abstract expressionism）——或格林伯格更喜欢说的“ 绘画抽象”（painterly abstraction）——区别开来。后绘画性抽象指的是反对第二代抽象表现主义者的姿态抽象（gestural abstraction）的各种艺术。后绘画性抽象中的主导者有埃尔斯沃斯·凯利和弗兰克·斯特拉等硬边绘画画家，他们探索了规则严密的形状和边缘之间的关系；以及海伦·佛兰肯瑟勒和莫里斯·路易斯等色域画家，他们在未上底漆的画布上先染上Magna，然后染水性丙烯酸涂料染色，探索触觉和光学层面的纯净、开放的色彩构成的广大而生动的色域。这些运动之间的界线模糊，但是肯尼思·诺兰等的艺术家在其作品中同时运用了这两个层面。一般认为，后绘画性抽象是对自我批评的現代主義辩证法的延续。

## 克莱门特·格林伯格收藏
2000年，波特蘭美術館获得了克莱门特·格林伯格收藏中20世纪末至21世纪初59位重要艺术家的159幅绘画、版画、素描和雕塑作品。波特兰美术馆主要在Jubitz现当代艺术中心（Jubitz Center for Modern and Contemporary Art）展出这些作品，一些雕塑于室外展出。其中多数作品的艺术家都是美国人，还有一些加拿大人，以及少数其他国籍的艺术家。藏品中的艺术家包括：Edward Avedisian、Walter Darby Bannard、Stanley Boxer、杰克·布什、安东尼·卡罗、Dan Christensen、Ronald Davis、Richard Diebenkorn、Enrico Donati、Friedel Dzubas、André Fauteux、Paul Feeley、海伦·佛兰肯瑟勒、Robert Goodnough、阿道夫·戈特利布、汉斯·霍夫曼、Wolfgang Hollegha、罗伯特·雅各布森、Paul Jenkins、Seymour Lipton、乔治·马修、肯尼思·诺兰、朱尔斯·奥列斯基、William Perehudoff、杰克逊·波洛克、Larry Poons、威廉·罗纳德、Anne Ryan、大衛·史密斯、Theodoros Stamos、Anne Truitt、Alfred Wallis，以及Larry Zox。
格林伯格的遗孀珍妮丝·范·霍恩（Janice van Horne）将他做了批注的书库（包括格林伯格收藏中的展览目录和关于艺术家的出版物）捐赠给了波特兰美术馆。格林伯格的书库可于波特兰美术馆的Crumpacker家庭图书馆（Crumpacker Family Library）查阅，该图书馆对公众免费开放。

## 流行文化中
演员杰弗利·坦鲍在2000年电影《波拉克與他的情人》中扮演了格林伯格，电影描绘了杰克逊·波洛克的生平。